# 3C 305
3C 305 هي مجرة، تتبع كوكبة التنين. اكتشفها لويس سويفت في 7 أبريل 1888.

## روابط خارجية
- 3C 305 على موقع ويكي سكاي: DSS2, SDSS, GALEX, IRAS, Hydrogen α, X-Ray, Astrophoto, Sky Map, Articles and images